# Verkebäcksviken
Verkebäcksviken är en smal, omkring 10 kilometer djup havsvik söder om Västervik, Kalmar län. I vikens innersta del ligger Gunnebo, Verkebäck och Verkebäcksbron (E22).